# Њупорт
Њупорт (енгл. Newport, вел. Casnewydd) је град у Уједињеном Краљевству у Велсу. Смештен је на Бристолском каналу на ушћу реке Уск, а представља административни центар историјског округа Монмутшир. До 1126. године је био варошица, градску повељу је добио 1385, а статус града 2002. године. Простире се на површини од 190 km². Према процени из 2007. у граду је живело 117.910 становника. Одликује добро развијеном индустријом, посебно у области производње челика и алуминијума.

## Становништво
Према процени, у граду је 2008. живело 117.910 становника.
| 1981.   | 1991.   | 2001.   |
| ------- | ------- | ------- |
| 115,896 | 115,522 | 116,143 |